# Euphorbia filicaulis
Euphorbia filicaulis là một loài thực vật có hoa trong họ Đại kích. Loài này được Urb. mô tả khoa học đầu tiên năm 1924.